# Notre-Dame van Uzeste
De Notre-Dame van Uzeste (Nederlands: Onze-Lieve-Vrouwekerk van Uzeste) is een gotische kapittelkerk in het Zuid-Franse Uzeste. De kerk geniet vooral bekendheid als de laatste rustplaats van paus Clemens V.

## Beschrijving
Aan het begin van de veertiende eeuw speelde Bertrand de Got, die in 1305 tot paus Clemens V was verkozen, een
belangrijke rol bij de voltooiing van de kerk in Uzeste, die hij in 1313 tot collegiale kerk verhief. De Got was zelf afkomstig uit het vlakbijgelegen Villandraut en voor zijn benoeming tot paus aartsbisschop van Bordeaux geweest. Na zijn dood op 20 april 1314 in Roquemaure werd het lichaam van de paus overgebracht naar Uzeste, waar een graftombe werd opgericht in het schip. Deze tombe werd in 1577 zwaar beschadigd door de hugenoten en enige tijd later verplaatst naar haar huidige positie in het koor. In de middelste straalkapel bevindt zich een beeld van een madonna met kind dat rond 1300 gemaakt is.

## Afbeeldingen

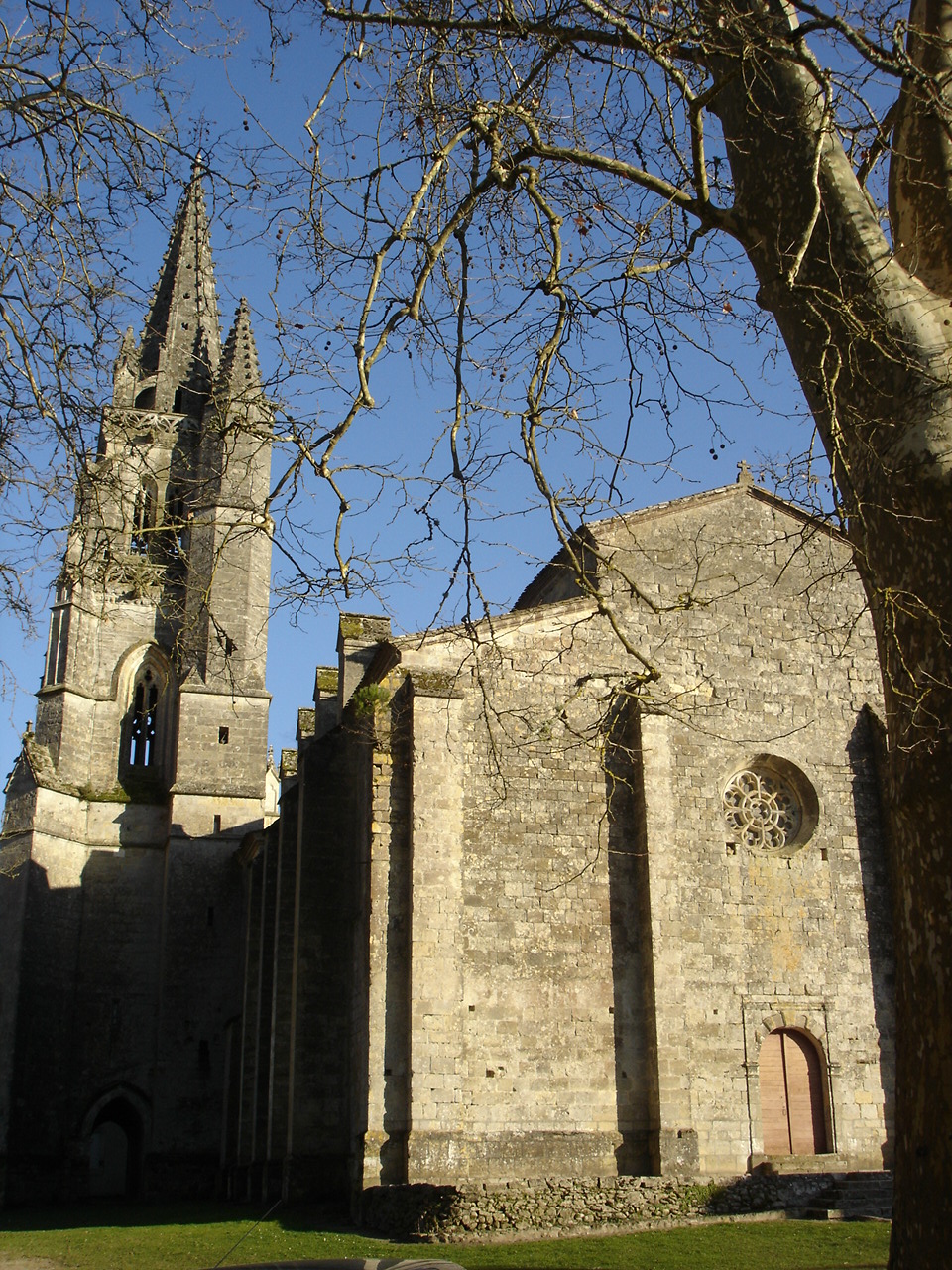
zicht op de kerk en de klokkentoren vanuit het westen
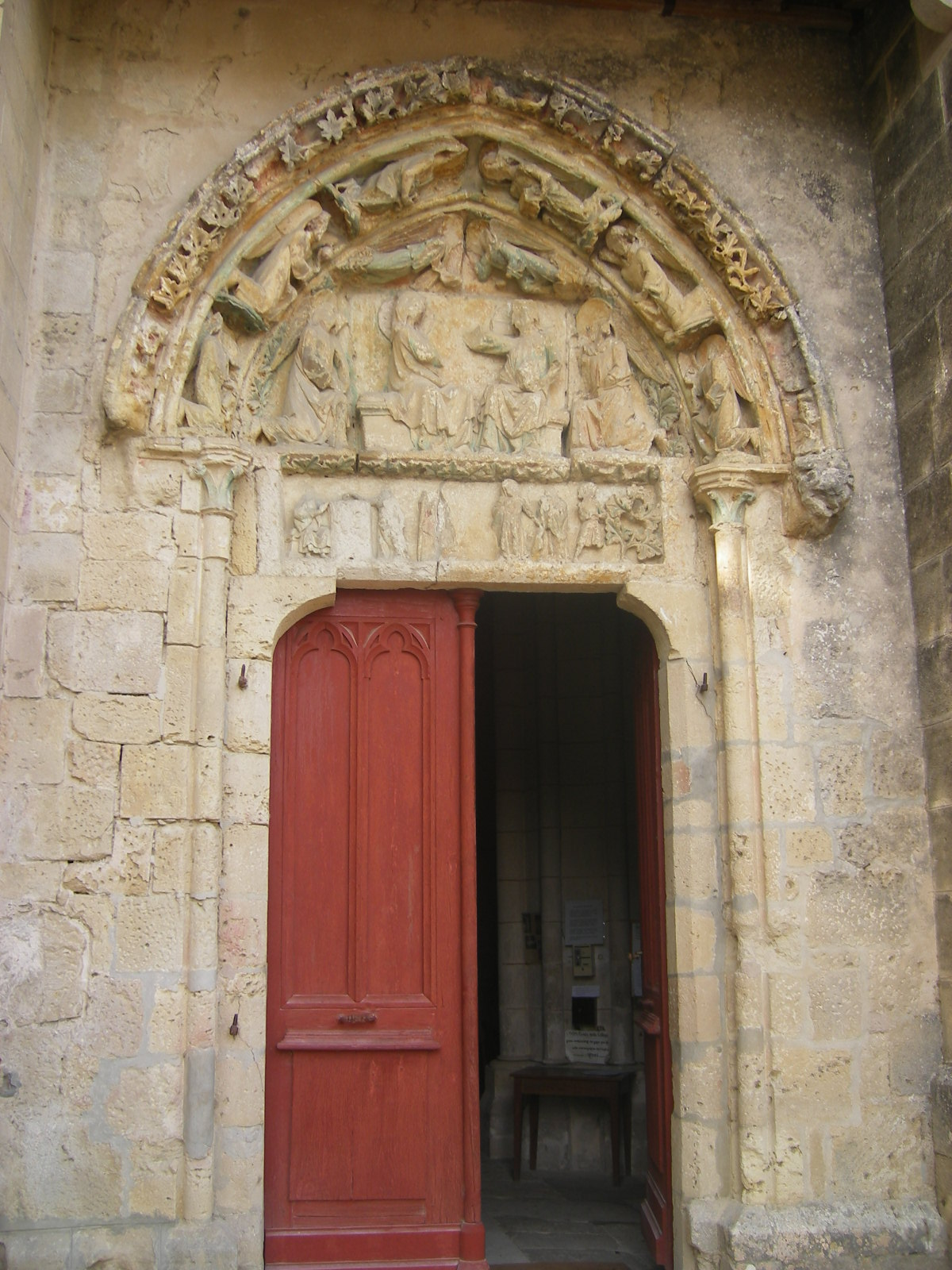
timpaan met de hemelvaart van Maria boven het zuidportaal
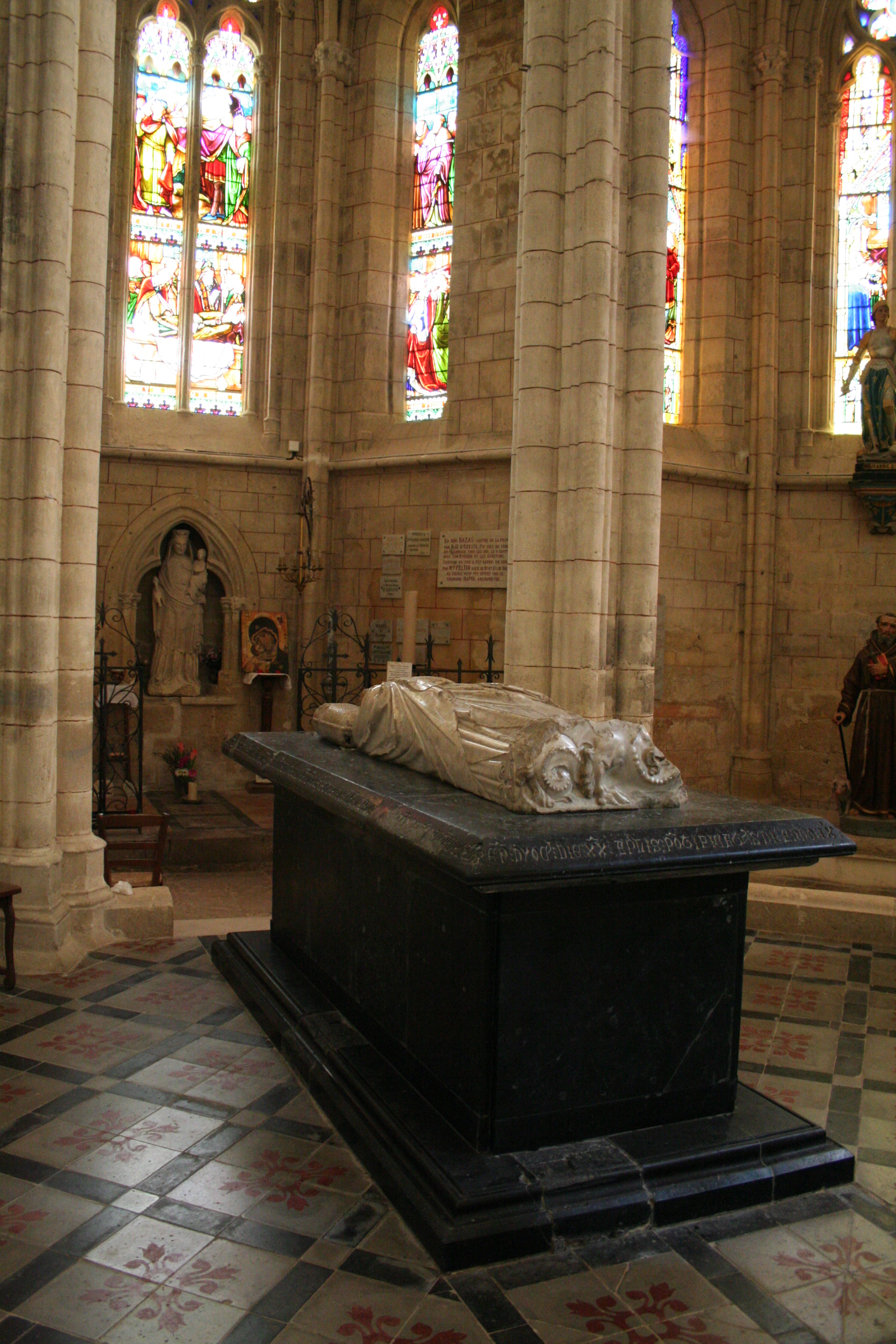
graf van Clemens V
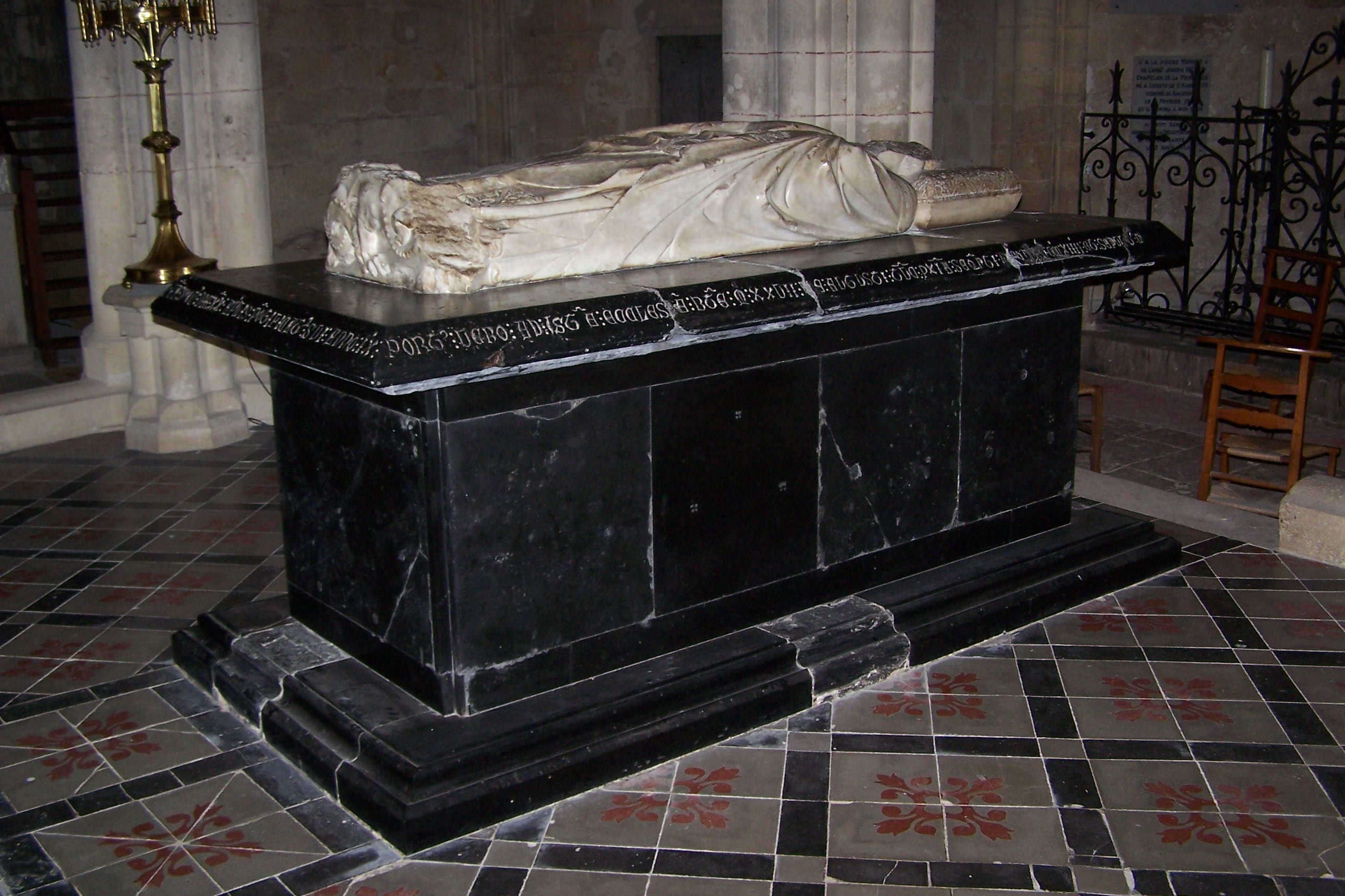
graf van Clemens V
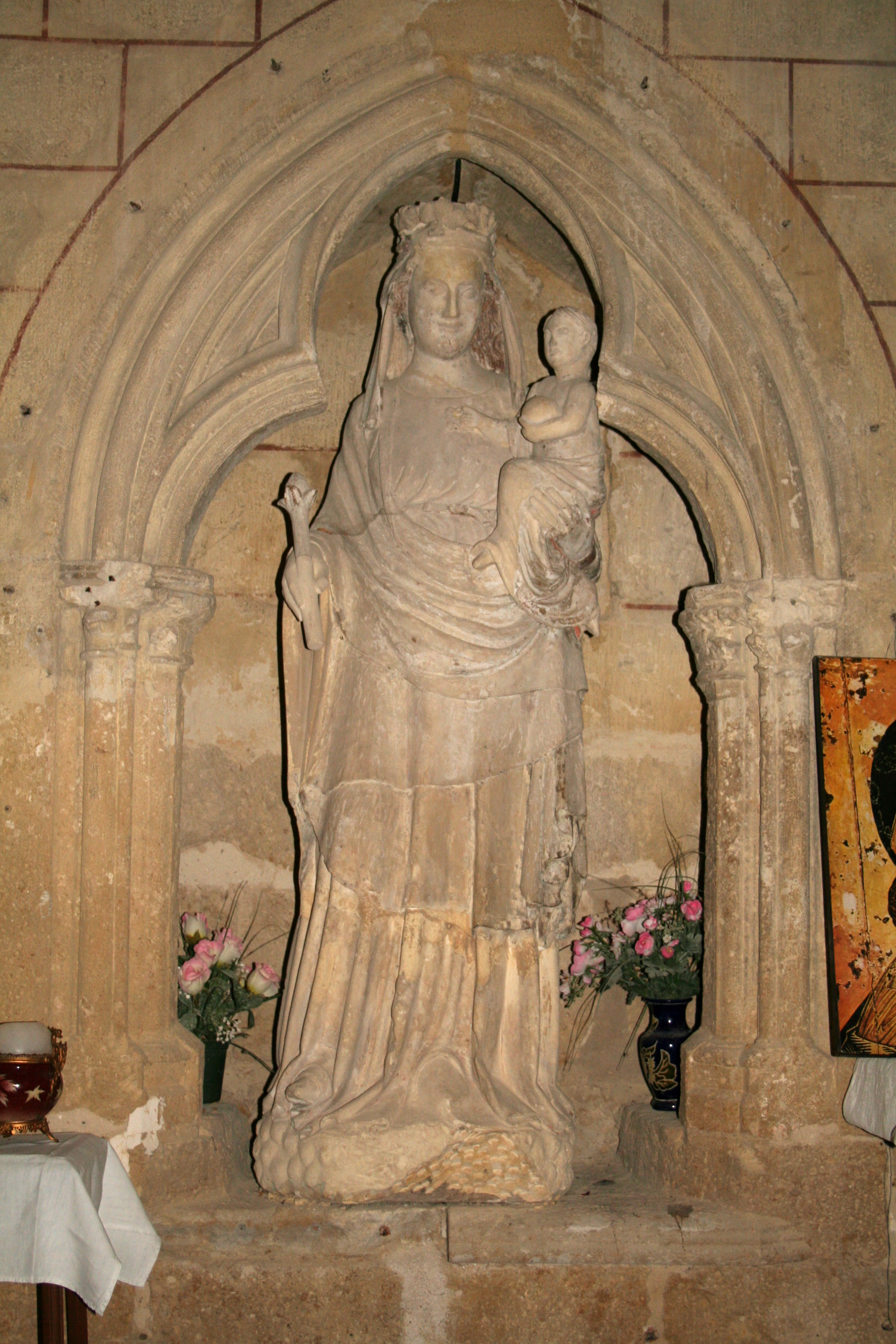
Madonna en kind, 14e eeuw